# Nordingtjärnarna (Stensele socken, Lappland, 722545-154174)
Nordingtjärnarna är en sjö i Storumans kommun i Lappland och ingår i Umeälvens huvudavrinningsområde. Sjön har en area på 0,125 kvadratkilometer och ligger 503,4 meter över havet.

## Delavrinningsområde
Nordingtjärnarna ingår i det delavrinningsområde (722676-154205) som SMHI kallar för Mynnar i Volvobäcken. Medelhöjden är 554 meter över havet och ytan är 18,76 kvadratkilometer. Det finns inga avrinningsområden uppströms utan avrinningsområdet är högsta punkten. Vattendraget som avvattnar avrinningsområdet har biflödesordning 4, vilket innebär att vattnet flödar genom totalt 4 vattendrag innan det når havet efter 322 kilometer. Avrinningsområdet består mestadels av skog (81 procent) och sankmarker (14 procent). Avrinningsområdet har 0,13 kvadratkilometer vattenytor vilket ger det en sjöprocent på 0,7 procent.